# 20th Century Masters - The Millennium Collection: The Best of Wang Chung
20th Century Masters - The Millennium Collection: The Best of Wang Chung è il secondo album di raccolta del gruppo musicale britannico Wang Chung, pubblicato l'8 ottobre 2002.

## Tracce
1. Everybody Have Fun Tonight – 4:47
2. Dance Hall Days – 3:59
3. Don't Let Go – 4:21
4. Don't Be My Enemy – 4:22
5. Wait – 4:23
6. To Live and Die in L.A. – 4:53
7. Hypnotize Me – 4:40
8. Let's Go! – 4:28
9. Praying to a New God – 3:57
10. What's So Bad About Feeling Good? – 4:11
11. Space Junk (Wang Chung '97) – 4:00